# Kodrulytelep
Kodrulytelep (Codru Butesii), település Romániában, a Partiumban, Máramaros megyében.

## Fekvése
Bucsonfalva mellett fekvő település.

## Története
Kodrulytelep (Codru Butesii) korábban Bucsonfalva (Buteasa) része volt.
1910-ben 180 lakosa volt, melyből 174 román, 6 magyar volt.
1956-ban 486 lakosa volt.
A 2002-es népszámláláskor 266 román lakost számoltak itt össze.